# Diaethria eluina
Diaethria eluina es una especie de lepidóptero de la familia Nymphalidae. Es originaria de Perú a Bolivia y Brasil.
Tiene una envergadura de 30-40 mm. Los adultos son de color negro con una franja azul en cada ala. La parte inferior es de color rojo y blanco con rayas negro.

## Subespecies
- Diaethria eluina eluina (Brasil (Minas Gerais), Paraguay)
- Diaethria eluina lidwina  (C. & R. Felder, 1862)  (Perú)
- Diaethria eluina splendidus  (Oberthür, 1916)  (Brasil (Goiás))